# Намлос
Намлос (нім. Namlos) —  громада округу Ройтте у землі Тіроль, Австрія.
Намлос лежить на висоті 1225 м над рівнем моря і займає площу 28,76 км². Громада налічує 88 мешканців.
Густота населення 3/км².
|                                 |
| Намлос на мапі округу та землі. |

 Адреса управління громади: Namlos 24, 6623 Namlos.

## Галерея

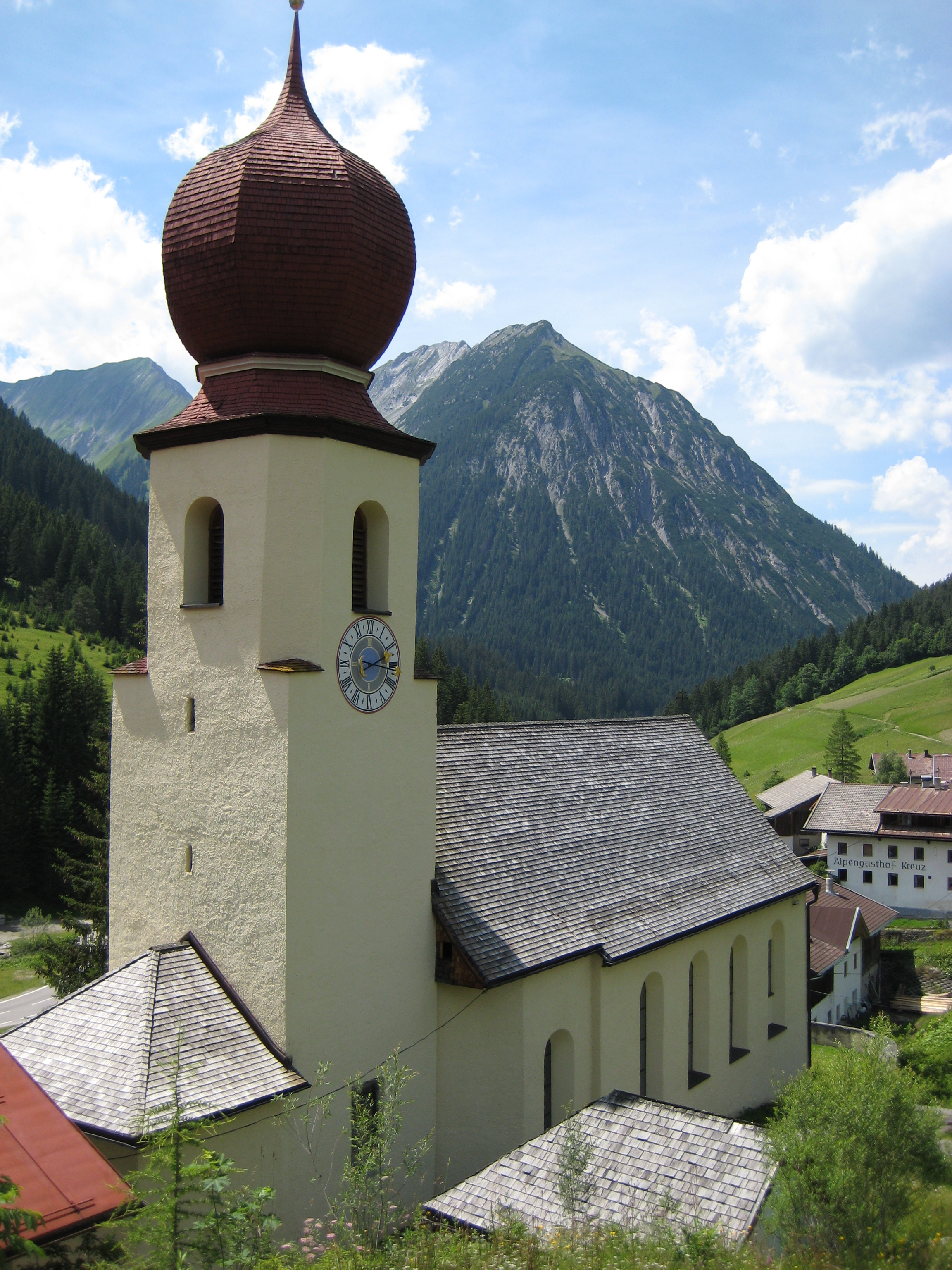
St.-Martins-Kirche
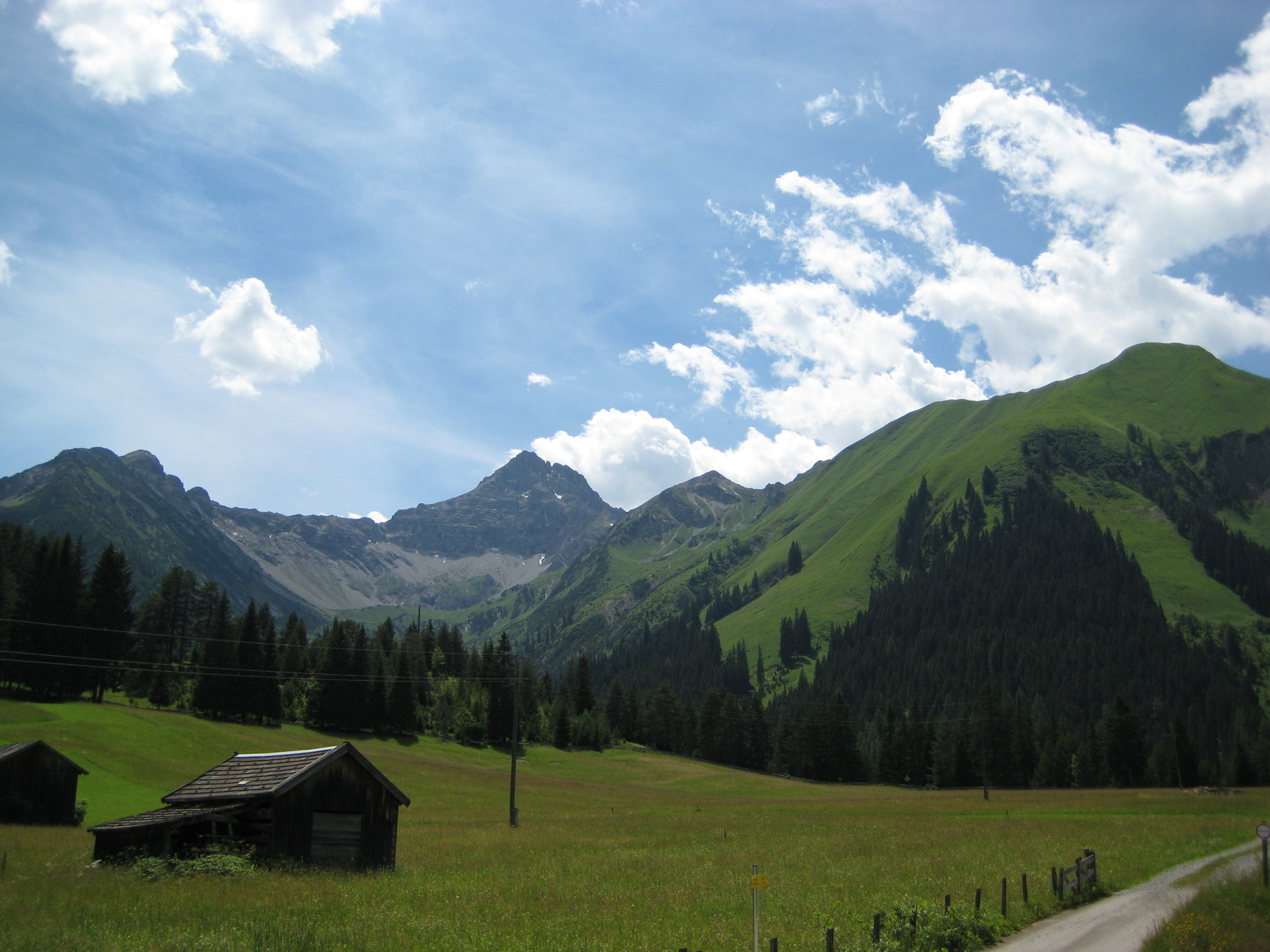
Namloser Wetterspitze (2553 m)
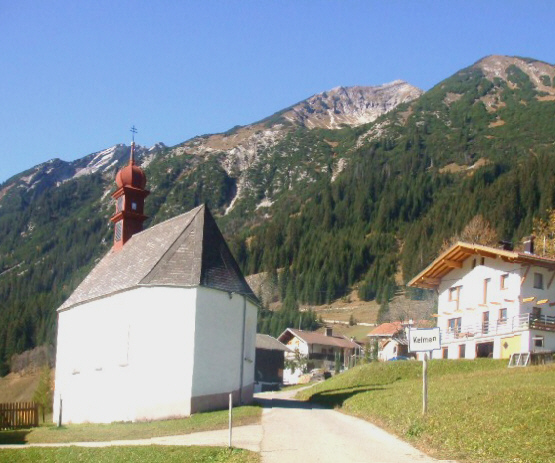
Ortsteil Kelmen